# Talal bin Sa'ud Al Sa'ud
Ṭalāl bin Saʿūd Āl Saʿūd (in arabo طلال بن سعود بن عبد العزيز آل سعود‎?; 1952 – Riad, 26 febbraio 2020) è stato un principe, funzionario e dirigente sportivo saudita, membro della famiglia reale Āl Saʿūd.

## Biografia
Il principe Talal nacque nel 1952 ed era figlio di re Sa'ud.
Compì gli studi primari dal 1958 al 1964, quelli secondari inferiori dal 1964 al 1967 e quelli secondari superiori dal 1967 al 1970. Nel 1973 si laureò all'Università Re Sa'ud.
Dal 1979 al 2004 lavorò nell'ufficio del principe Salma bin Abd al-Aziz, all'epoca governatore della provincia di Riad.
Fu anche presidente della Federazione saudita di pallacanestro, presidente della Federazione di pallacanestro del Golfo, presidente della Federazione saudita di pallavolo, vicepresidente onorario della Federazione asiatica di pallacanestro e membro del Comitato Olimpico dell'Arabia Saudita.
Morì a Riad il 26 febbraio 2020. Le preghiere funebri si tennero il 27 febbraio nella moschea Imam Turki bin Abd Allah di Riad dopo la preghiera del pomeriggio. La salma è stata poi sepolta nel cimitero al-'Ud della città.

## Vita personale
Il principe era sposato con una figlia di Abd al-Rahman bin Ahmed bin Abd al-Rahman Al-Sudairy, già sindaco di Gedda, e aveva sette figli, tre maschi e quattro femmine.